# Albizia westerhuisii
Albizia westerhuisii är en ärtväxtart som beskrevs av Ivan Christian Nielsen. Albizia westerhuisii ingår i släktet Albizia och familjen ärtväxter. Inga underarter finns listade i Catalogue of Life.